# Marathon de l'estuaire du fleuve Jaune
Le Marathon de l'estuaire du fleuve Jaune est une course de marathon se déroulant tous les ans, en avril, à Dongying, en Chine. L'épreuve fait partie depuis 2015 du circuit international des IAAF Road Race Label Events, dans la catégorie des « Labels d'argent ».